# Années 660 av. J.-C.
Les années 660 av. J.-C. couvrent les années de 669 av. J.-C. à 660 av. J.-C.

## Événements
- 669 av. J.-C. : le pharaon koushite de la XXVe dynastie, Taharqa, reprend Memphis et fomente une révolte contre les Assyriens dans le delta. Assarhaddon marche vers l’Égypte mais tombe malade et meurt à Harran[1].
- 669/668 av. J.-C. : victoire d'Argos et du roi Pheidon sur Sparte et le roi Agiade Polydore, à la bataille d'Hysiai pour la riche Thyréatide[2].

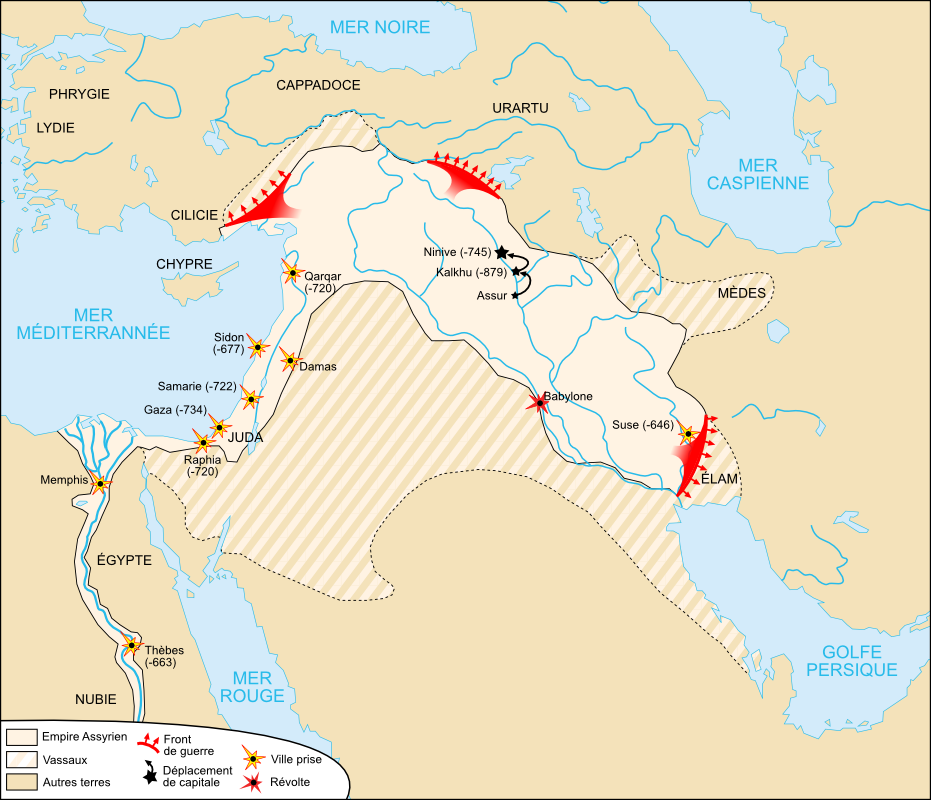
Sous le règne d’Assurbanipal, l’empire assyrien est à son apogée : il domine du golfe Arabo-Persique au lac de Van et à l’Euphrate supérieur, du rebord du plateau iranien à l’Égypte. C’est le plus grand empire jamais conquis par la force des armes.

- 668-627 av. J.-C. : règne d’Assurbanipal sur l’Assyrie[1]. Désigné comme prince héritier dès 672 av. J.-C., il est à la fois cruel et dévot, fastueux et raffiné, cultivé et amateur des lettres. Il vit le plus souvent dans son palais de Ninive où il rassemble une bibliothèque exceptionnelle.
- 668-648 av. J.-C. : règne de Shamash-shumukin, roi assyrien de Babylone[1].
- 668 (?)-653 av. J.-C. : règne de Tept-Humban-Inshushinak (Teumman), roi d’Élam[1]. Il s’empare du trône et oblige tous les princes de la famille d’Urtaki à fuir en Assyrie.
- 668 av. J.-C. : la statue de Marduk revient d’Assur à Babylone[1].
- 667-632 av. J.-C. : hégémonie de Qi en Chine. Le duc Huan de Qi convoque les dirigeants de Lu, Song, Chen et Zheng et se fait confirmer son rôle de chef de la confédération des cités de l’Est et de gardien des traditions par un serment d’alliance, et il parvient à protéger les principautés de la Grande plaine contre les entreprises du royaume de Chu[3].

- 667 av. J.-C. : 

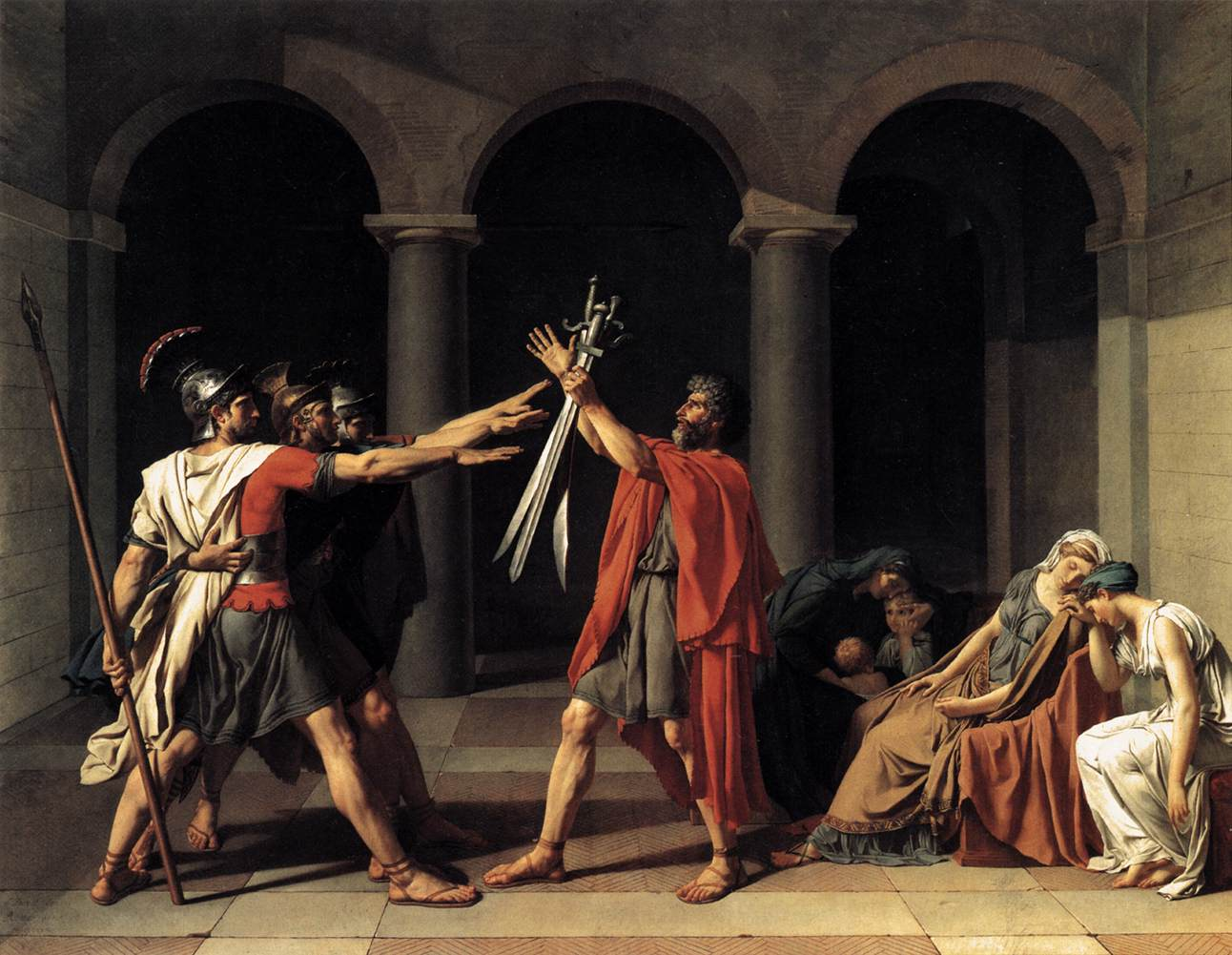
Le Serment des Horaces de Jacques Louis David, 1784.

  - victoire de Rome sur Albe : combat des Horaces et des Curiaces. Assassinat de Camille par son frère Horace[4].
  - selon Denys d'Halicarnasse, Mégare fonde Byzance[5], sur la partie européenne du Bosphore, occupé par les Thraces. La ville supplante Chalcédoine.
  - Assurbanipal, roi d'Assyrie, soumet le roi d’Arad Iakinlu qui forçait les navires étrangers à débarquer dans son port personnel plutôt que dans celui des Assyriens[1].
- 666 av. J.-C. : Assurbanipal réprime une rébellion des rois de Basse-Égypte puis leur pardonne et met Néchao sur le trône de Saïs et de Memphis[1]. Taharka, vaincu, doit se replier à Napata.
- 665 av. J.-C. : destruction d’Albe la Longue par Tullus Hostilius à la suite d’une révolte. Déportation de ses habitants à Rome[6].

- Entre 665 et 655 av. J.-C. : Urtaki, roi d’Élam, brise le traité conclu avec Assarhaddon et envahit Akkad révoltée. Il est repoussé. Les Assyriens mènent des campagnes dans le Zagros contre les Mannaï et les Mèdes[1].

- 664 av. J.-C. : défaite navale de Corinthe face aux Corcyréens pour le contrôle commercial de l'isthme[7]. Il s'agit du plus ancien combat naval connu selon l'historien Thucydide.
- 664-656 av. J.-C. : règne de Tanwetamani (Tanoutamon), qui succède à son oncle Taharqa comme pharaon à Napata. Il reconquiert l’Égypte. Le prince de Saïs Néchao est tué devant Memphis et son Psammétique fuit en Assyrie[8].
- 664-609 av. J.-C. : règne de Psammétique Ier, prince de Saïs, fils de Néchao[1].
- 663 av. J.-C. : 
  - les Assyriens font volte-face en Égypte et détruisent Thèbes mettant fin à la XXVe dynastie. Les habitants de la ville sont réduits en esclavage. Le pontife de Thèbes, Montouemhêt, réorganise la province, mais la ville perd son rôle de centre politique. Deux ans plus tard, le pharaon Tanoutamon réoccupe la Thébaïde mais en est définitivement chassé par Psammétique Ier cinq ans après[9]. Il se réfugie au sud à Napata (au Soudan en aval de la quatrième cataracte) où il règne jusque vers 655 av. J.-C.. Ses descendants règnent sur Napata jusqu'à la conquête romaine et au sac de la ville en 22 av. J.-C..
  - après la prise de Thèbes, Assurbanipal fait venir d’Égypte deux obélisques pour décorer Ninive[1].
  - Syracuse fonde Acrae[10] à une trentaine de kilomètres à l'intérieur du pays afin de renforcer son contrôle de l'espace agricole du sud-est de la Sicile.
  - à Locres, activité de Zaleucos, premier législateur grec selon la tradition[11].
- 662 av. J.-C. : Assurbanipal achève le siège de Tyr dont le roi Ba’al s’était révolté[1]. La prise de Tyr par les Assyriens grandit l’influence de Carthage en Méditerranée occidentale.

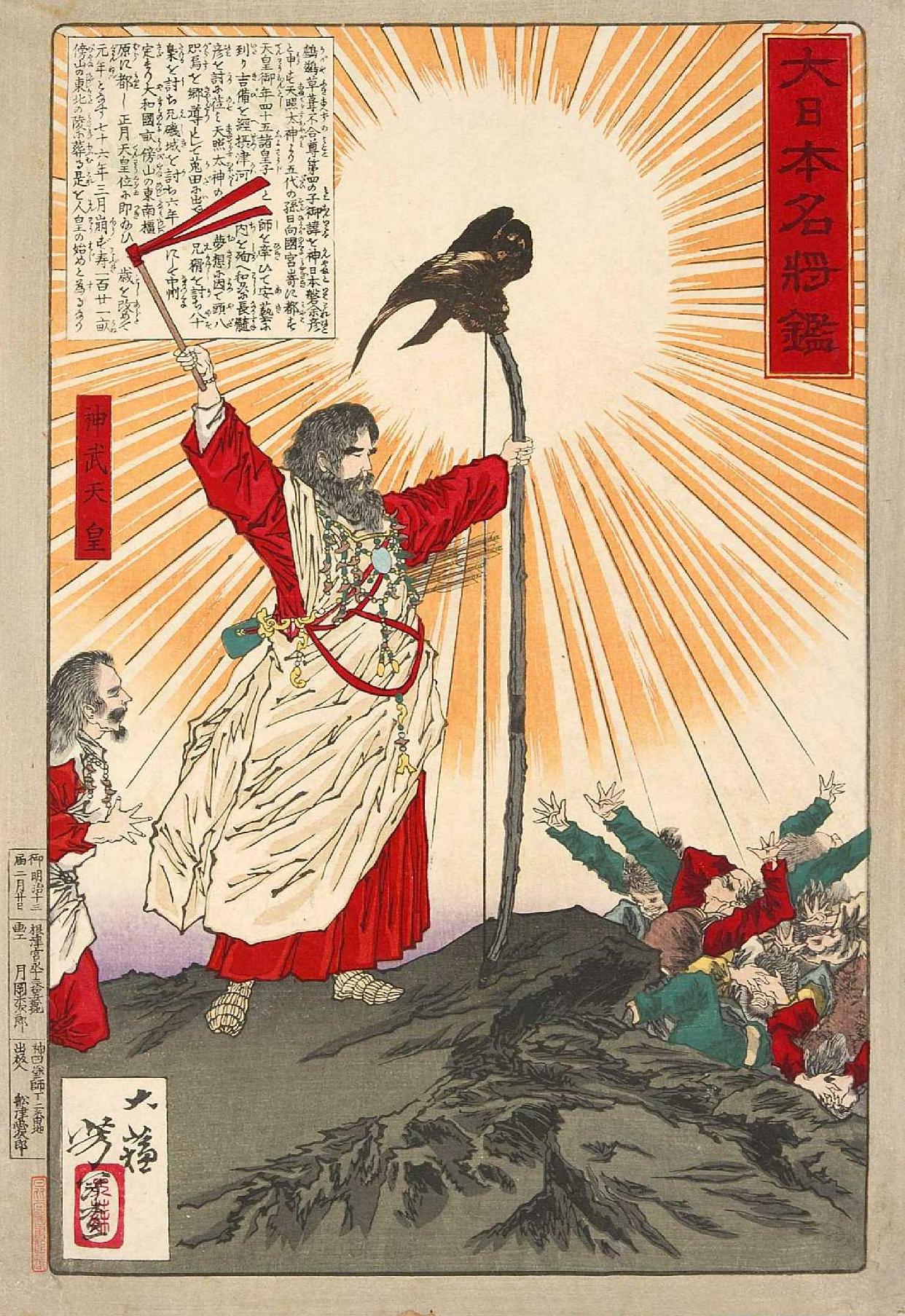
L'empereur Jimmu représenté par Tsukioka Yoshitoshi (1839-1892).

- 11 février 660 av. J.-C. : début du règne du légendaire empereur du Japon Jimmu, un descendant selon la foi shintô de la déesse du soleil Amaterasu, selon la datation traditionnelle du Japon[12]. Pour la mythologie nationale, la terre japonaise est l’œuvre des dieux, plus exactement d’un couple de divinités, Izanagi et Izanami, chargé de stabiliser le chaos originel. Leur fille, Amaterasu o-mikami, déesse du soleil, serait l’ancêtre du clan impérial, notamment de l’empereur Jimmu, premier souverain mythique — de la longue lignée des empereurs japonais.
- 660 av. J.-C. : l'Assyrien Assurbanipal inflige une défaite importante au royaume mannéen dans la région du lac d'Urmiah[13].
- vers 660 av. J.-C. : une violente tempête solaire frappe la Terre. On en a retrouvé des traces dans le bois d'arbres ayant poussé à cette époque, il a conservé des isotopes radioactifs rares créés par les protons très énergétiques qui ont frappé l'atmosphère terrestre à la suite de l'éruption solaire inhabituelle, d'autres traces sont trouvées dans les glaces et les roches[14],[15].